# Abbiategrasso Football Club 1926-1927
Questa pagina raccoglie le informazioni riguardanti l'Abbiategrasso Football Club nelle competizioni ufficiali della stagione 1926-1927.

## Rosa
| N. |                   | Ruolo | Calciatore      |
| -- | ----------------- | ----- | --------------- |
|    | Italia (bandiera) | A     | Bambini         |
|    | Italia (bandiera) | D     | Adone Bellinato |
|    | Italia (bandiera) | A     | Biffignanti     |
|    | Italia (bandiera) | P     | Caldesina       |
|    | Italia (bandiera) | D     | Paolo Colombo   |
|    | Italia (bandiera) | A     | De Vecchi       |
|    | Italia (bandiera) | D     | Dell'Acqua      |
|    | Italia (bandiera) | C     | Fornaroli       |
|    | Italia (bandiera) | D     | Piero Maestri   |

| N. |                   | Ruolo | Calciatore          |
| -- | ----------------- | ----- | ------------------- |
|    | Italia (bandiera) | D     | Luigi Magenes       |
|    | Italia (bandiera) | C     | Arduino Marchetti   |
|    | Italia (bandiera) | A     | Mortarino           |
|    | Italia (bandiera) | A     | Mario Ordano        |
|    | Italia (bandiera) | D     | Giovanni Percivaldi |
|    | Italia (bandiera) | A     | Piero Rossi         |
|    | Italia (bandiera) | P     | Solaro              |
|    | Italia (bandiera) | A     | Luigi Zamberletti   |